# Плавання на Чемпіонаті світу з водних видів спорту 2015 — 1500 метрів вільним стилем (жінки)
Змагання з плавання на дистанції 1500 метрів вільним стилем серед жінок на Чемпіонаті світу з водних видів спорту 2015 відбулись 3 (попередні запливи) і 4 серпня (фінал).

## Рекорди
Станом на 3 серпня 2015 світовий рекорд і рекорд чемпіонатів світу були такими:
| Світовий рекорд          | Кейті Ледекі (USA) | 15:28.36 | Голд-Кост, Австралія | 24 серпня 2014 |
| Рекорд чемпіонатів світу | Кейті Ледекі (USA) | 15:36.53 | Барселона, Іспанія   | 30 липня 2013  |

Під час змагань встановлено такі рекорди:
| Дата     | Дисципліна | Ім'я         | Країна | Час      | Рекорд |
| -------- | ---------- | ------------ | ------ | -------- | ------ |
| 3 серпня | Забігs     | Кейті Ледекі | США    | 15:27.71 | WR, CR |
| 4 серпня | Фінал      | Кейті Ледекі | США    | 15:25.48 | WR, CR |

## Результати

### Попередні запливи
Запливи розпочались о 10:56.
| Місце | Заплив | Доріжка | Ім'я                    | Країна            | Час      | Примітки |
| ----- | ------ | ------- | ----------------------- | ----------------- | -------- | -------- |
| 1     | 3      | 4       | Кейті Ледекі            | США               | 15:27.71 | Q, WR    |
| 2     | 2      | 5       | Лотте Фрійс             | Данія             | 15:54.23 | Q        |
| 3     | 3      | 5       | Джессіка Ешвуд          | Австралія         | 15:56.52 | Q        |
| 4     | 2      | 8       | Крістел Кобріх          | Чилі              | 16:01.63 | Q        |
| 5     | 2      | 4       | Лорен Бойл              | Нова Зеландія     | 16:02.84 | Q        |
| 6     | 3      | 3       | Богларка Капаш          | Угорщина          | 16:06.25 | Q        |
| 7     | 2      | 3       | Шарон ван Роувендаал    | Нідерланди        | 16:09.12 | Q        |
| 8     | 3      | 7       | Аурора Понселе          | Італія            | 16:12.01 | Q        |
| 9     | 3      | 2       | Леоні Бек               | Німеччина         | 16:13.73 |          |
| 10    | 2      | 7       | Джессіка Тілманн        | Велика Британія   | 16:21.21 |          |
| 11    | 2      | 0       | Гая Натлачен            | Словенія          | 16:24.83 |          |
| 12    | 2      | 6       | Ізабелле Герле          | Німеччина         | 16:25.04 |          |
| 13    | 3      | 6       | Мартіна Караміньйолі    | Італія            | 16:27.13 |          |
| 14    | 3      | 0       | Ван Ґоюе                | Китай             | 16:28.18 |          |
| 15    | 2      | 2       | Тьяша Одер              | Словенія          | 16:31.22 |          |
| 16    | 2      | 1       | Юлія Хасслер            | Ліхтенштейн       | 16:32.04 |          |
| 17    | 1      | 5       | Валері Груест           | Гватемала         | 16:34.81 |          |
| 18    | 3      | 1       | Кейті Кемпбелл          | США               | 16:39.98 |          |
| 19    | 1      | 4       | Моніка Олів'є           | Люксембург        | 16:43.21 |          |
| 20    | 2      | 9       | Монтсеррат Ортуньйо     | Мексика           | 16:43.64 |          |
| 21    | 3      | 8       | Саманта Аревало Салінас | Еквадор           | 16:48.52 |          |
| 22    | 3      | 9       | Мартіна Ельгеніцка      | Чехія             | 16:50.22 |          |
| 23    | 1      | 3       | Рейчел Цзен             | Сінгапур          | 17:26.53 |          |
| 24    | 1      | 6       | Лена Раннваардоттір     | Фарерські Острови | 18:21.09 |          |
| 25    | 1      | 2       | Бо-Анна Бос             | Кюрасао           | 18:57.27 |          |

### Фінал

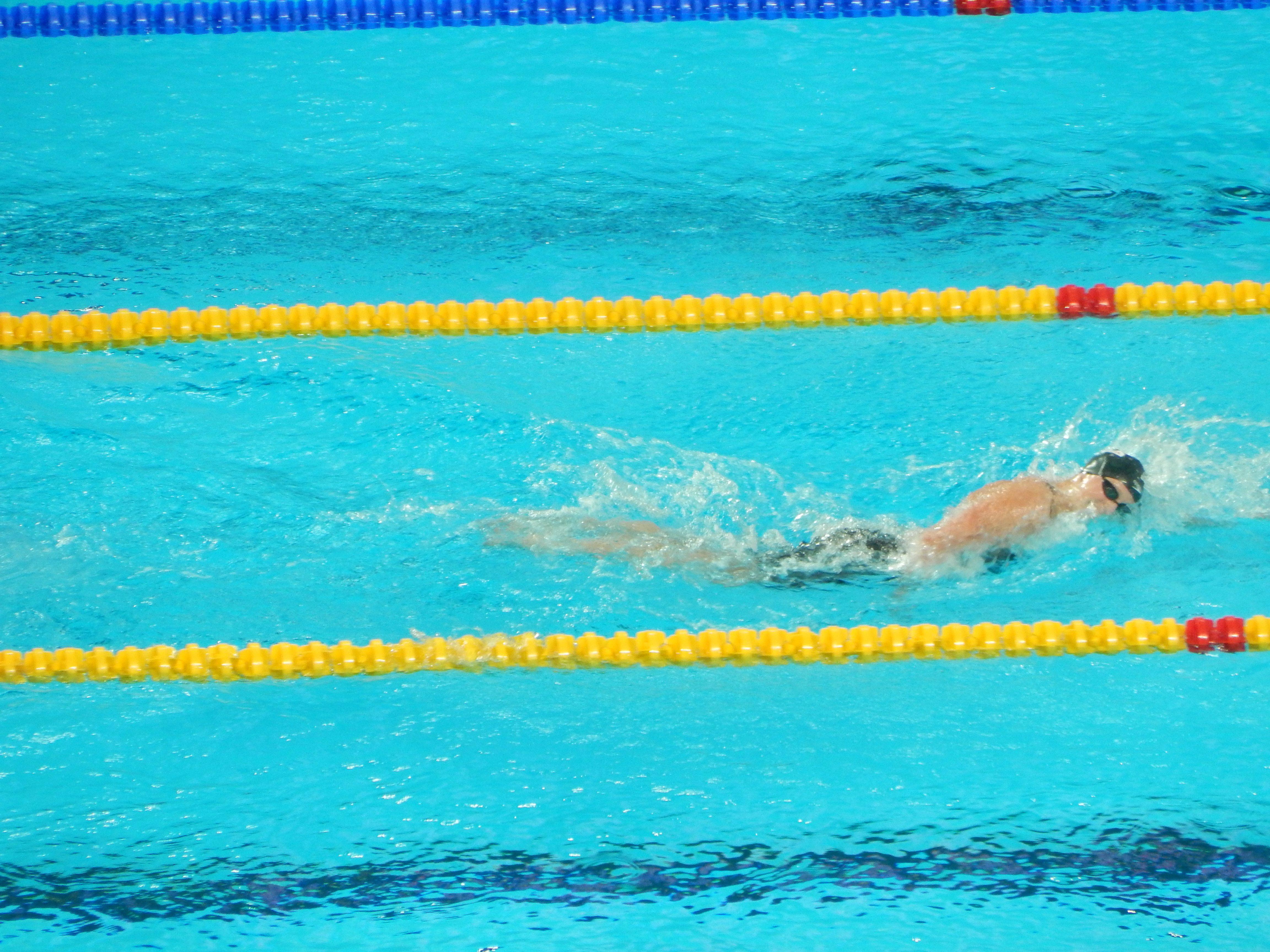
Ледекі пливе до золота і світового рекорду

Фінал відбувся 4 серпня at 18:05.
| Місце | Доріжка | Ім'я                 | Країна        | Час      | Примітки |
| ----- | ------- | -------------------- | ------------- | -------- | -------- |
| 1     | 4       | Кейті Ледекі         | США           | 15:25.48 | WR       |
| 2     | 2       | Лорен Бойл           | Нова Зеландія | 15:40.14 | OC       |
| 3     | 7       | Богларка Капаш       | Угорщина      | 15:47.09 | NR       |
| 4     | 5       | Лотте Фрійс          | Данія         | 15:49.00 |          |
| 5     | 3       | Джессіка Ешвуд       | Австралія     | 15:52.17 | NR       |
| 6     | 1       | Шарон ван Роувендаал | Нідерланди    | 16:03.74 |          |
| 7     | 6       | Крістел Кобріх       | Чилі          | 16:06.55 |          |
| 8     | 8       | Аурора Понселе       | Італія        | 16:09.57 |          |